# Collotheca judayi
Collotheca judayi är en hjuldjursart som beskrevs av John R. Edmondson 1940. Collotheca judayi ingår i släktet Collotheca och familjen Collothecidae. Inga underarter finns listade i Catalogue of Life.